# Мидл-Палисейд
Мидл-Палисейд (англ. Middle Palisade) — горная вершина в системе Сьерра-Невада, высотой 4,271 м.
Находится в штате Калифорния на территории национального парка Кингс-Каньон. Является двенадцатой по высоте вершиной в этом штате.